# Palmito (artesanato)

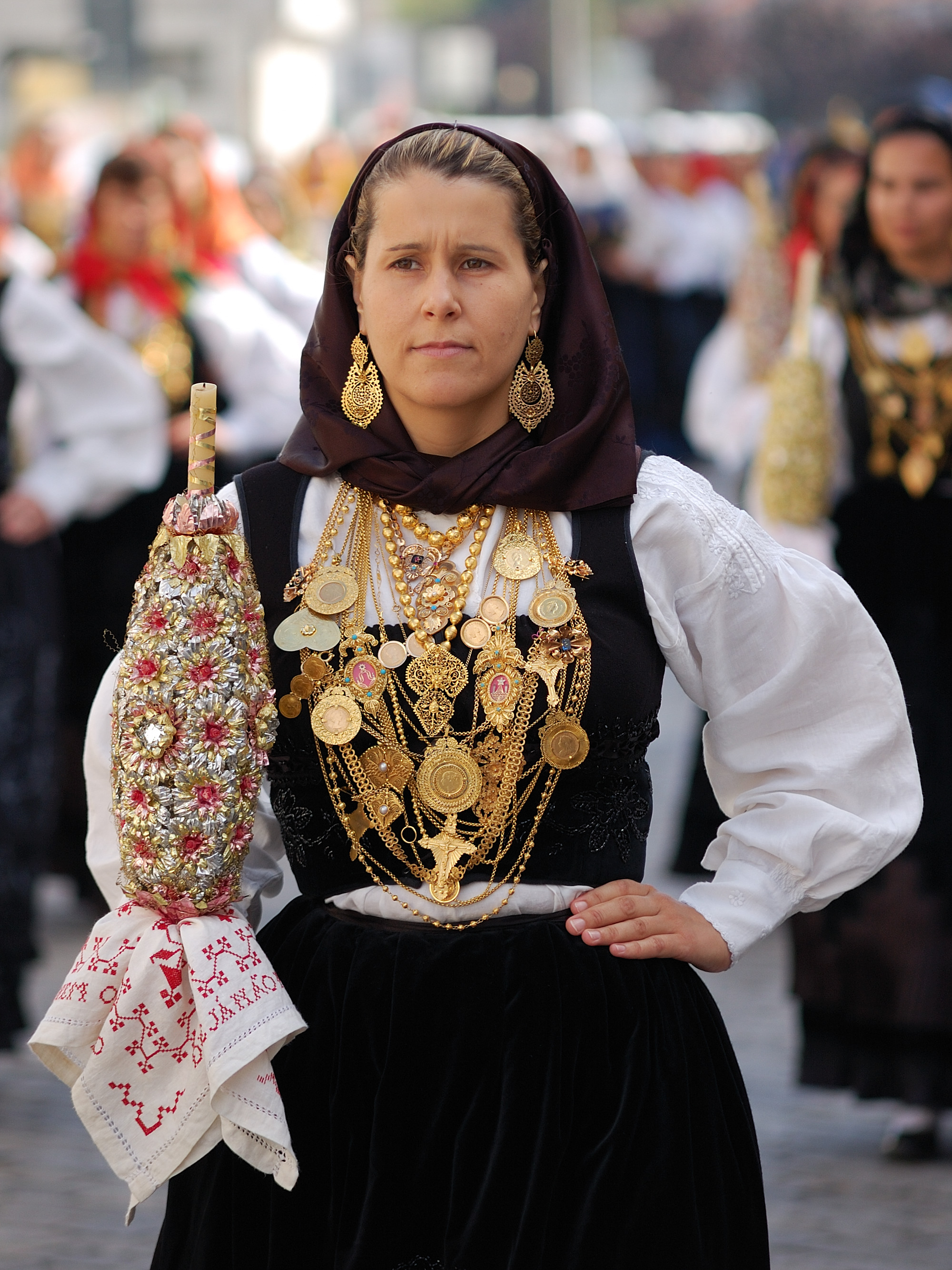
Mulher carrega palmito artesanal durante romaria em Viana do Castelo, em Portugal.

Em artesanato, palmito (português europeu) ou palma barroca (português brasileiro) é um ramo ou arranjo de flores produzido artesanalmente, inicialmente utilizando folhas de palmeiras mas também produzido com papel, pano ou lâminas de metal dobradas e armadas com finos arames. São usados como ornamento, geralmente em edifícios ou eventos religiosos. A versão artesanal tem origem em Viana do Castelo, na Região do Minho.

## Origem
A tradição e os nomes ("palmas" e "palmitos") derivam das folhas de palmeiras, que tradicionalmente são usadas para produzir arranjos semelhantes na região do Minho e também na Madeira, principalmente para eventos no domingo de Ramos.
Uma das hipóteses da criação dos palmitos artesanais a de um sapateiro de Viana do Castelo que, sem dinheiro para comprar flores para a esposa, utilizou restos do couro que utilizava em seu ofício para preparar um arranjo floral artesanal.
A época da criação é desconhecida, mas sabe-se que a técnica foi levada por portugueses a Sabará no Século XVIII.

## Usos
Os palmitos são tradicionalmente confeccionados em algumas regiões de Portugal em preparação às procissões do domingo de Ramos.
Palmitos também eram tradicionalmente colocados nas mãos de crianças ou moças virgens, quando mortas, para simbolizar a inocência da pessoa falecida.

## Variantes regionais

### Ponte de Lima
O palmito limiano é uma peça de artesanato característico da região de Ponte de Lima, tendo sido tema da feira de artesanato do município em 2010. Sua produção é fomentada pela Associação de Artesãos de Ponte de Lima.
É feito com uma base de papel metalizado com uma cobertura em tecido regional de Ponte de Lima, e a montagem é feita com arame fino sendo todo o processo artesanal.

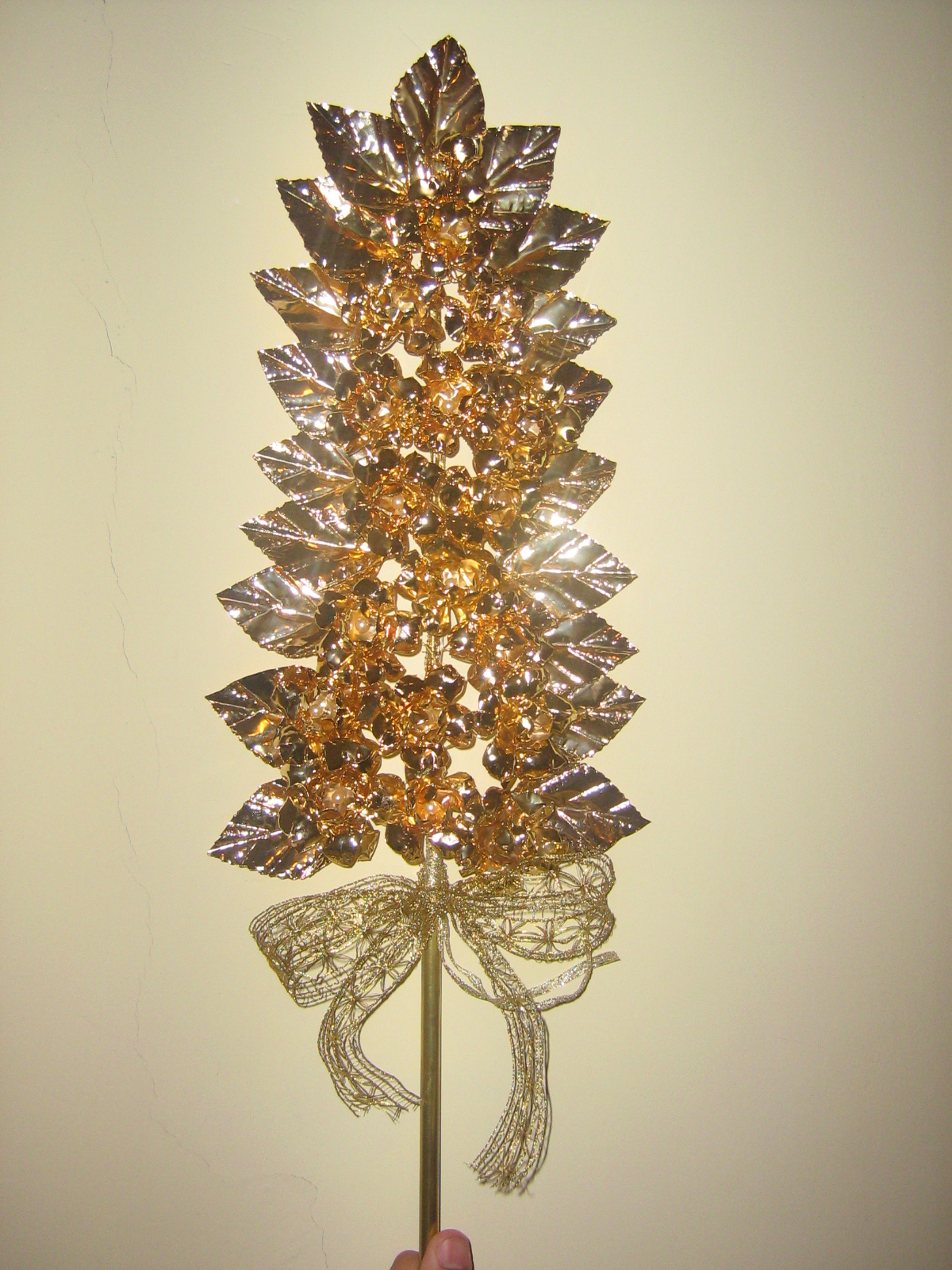
Palma barroca produzida em Sabará utilizando lâminas de metal.

### Sabará
A técnica artesanal foi levada por portugueses de Viana do Castelo a Sabará, em Minas Gerais, em período de intensa produção de arquitetura religiosa barroca, pelo que os arranjos ficaram conhecidos como palmas barrocas.
Na cidade, a técnica foi repassada através das gerações e, no ano de 1980, foi reconhecida e registrada pelo Instituto do Patrimônio Histórico e Artístico Nacional no Museu do Ouro. No local a técnica passou a se utilizar de finas lâminas de metal, principalmente cobre e latão, podendo ser banhadas a ouro.
Em 2012, a técnica foi reconhecida pela Secretaria Municipal de Cultura de Sabará como patrimônio cultural imaterial da cidade.